# مارت روسنتال
مارت روسنتال (استونیایی: Märt Rosenthal؛ زادهٔ ۱۵ مارس ۱۹۹۹) بازیکن بسکتبال اهل استونی است.